# Dimitrij Dimitrijevič Šepeljev
Dimitrij Dimitrijevič Šepeljev (rusko Дми́трий Дми́триевич Ше́пелев), ruski general, * 1771, † 1841.
Bil je eden izmed pomembnejših generalov, ki so se borili med Napoleonovo invazijo na Rusijo; posledično je bil njegov portret dodan v Vojaško galerijo Zimskega dvorca.

## Življenje
Leta 1782 je kot vodnik vstopil v Preobraženski polk; čez 10 let je bil povišan v zastavnika in leta 1793 je bil kot drugi major premeščen v Mariupolski lahki konjeniški polk. Leta 1794 se je udeležil bojev proti silam poljske konfederacije, leta 1796 poljske kampanje in leta 1799 italijansko-švicarske kampanje.
8. julija 1799 je bil povišan v polkovnika, 29. oktobra 1800 je postal poveljnik Vladimirskega dragonskega polka in 22. januarja 1801 je bil imenovan za poveljnik Gruzinskega huzarskega polka. 
Udeležil se je vojne tretje koalicije; 23. junija 1806 je postal poveljnik Grodnenskega huzarskega polka. Sodeloval je tudi v vojni četrte kampanje. 24. maja 1807 je bil povišan v generalmajorja za izkazane zasluge v vojni proti Švedom 1808-09. 
Leta 1810 je izstopil iz vojaške službe, nakar pa je bil ponovno aktiviran 5. julija 1812. Med patriotsko vojno leta 1812 je poveljeval Gardni konjeniški brigadi, nato pa je bil 1. januarja 1813 povišan v generalporočnika. 
Leta 1815 je postal poveljnik 2. huzarske divizije; zaradi bolezni je 2. aprila 1816 ponovno zapustil vojaško službo. Ponovno je bil aktiviran 25. junija 1826 in dodeljen konjenici. 20. januarja 1830 se je dokončno upokojil. 